# Eiförmiger Kotkäfer
Der Eiförmige Kotkäfer (Onthophagus ovatus) ist ein Käfer aus der Familie der Blatthornkäfer (Scarabaeidae) und der Unterfamilie Scarabaeinae.

## Merkmale
Die Käfer erreichen eine Größe von 4–6 mm. Sie sind von ovaler Gestalt und mattschwarz gefärbt. Die Vorderecken des Halsschildes sind abgerundet. Über die Flügeldecken verlaufen Streifen aus Doppelpunktreihen, aus denen helle Härchen wachsen.

## Vorkommen und Lebensweise
Die Art kommt in der Paläarktis vor. In Europa ist sie weit verbreitet, fehlt aber offenbar auf den Britischen Inseln. Im Osten reicht ihr Verbreitungsgebiet über Kleinasien bis nach Zentralasien. Die Käfer findet man häufig an Waldrändern, an Wegrainen und auf Ruderalflächen. Man trifft sie gelegentlich auch in unterirdischen Nisthöhlen von Maulwürfen und anderen Säugetieren an.
Die koprophagen Käfer ernähren sich von verschiedenen Kotarten, jedoch vorwiegend von Schafkot. Sie fressen auch Aas und Detritus. Die adulten Käfer überwintern. Man beobachtet sie gewöhnlich von April bis Juni. Die Folgegeneration tritt dann im Oktober und November in Erscheinung.

## Ähnliche Arten
- Onthophagus joannae – Oberseite mehr schwarzbraun und glänzender.[3][1] Die Halsschildvorderränder beider Arten unterscheiden sich.[6]
- Onthophagus ruficapillatus – mit stark angehobenem, an den Seiten ausgebuchtetem Clypeus.[3]

## Taxonomie
In der Literatur finden sich folgende Synonyme:
- Onthophagus fucatrus Mulsant, 1842
- Onthophagus subaenescens Goidanich, 1928
- Onthophagus subaeneus Ménetriés, 1832